# Riu del Pla de l'Estany
Riu del Pla de l'Estany är ett vattendrag i Andorra.   Det ligger i parroquian La Massana, i den västra delen av landet. Vattendraget och andra vattendrag bildar Riu Pollós.
I trakten runt Riu del Pla de l'Estany förekommer i huvudsak gräsmarker.